# Guzolândia
Guzolândia é um município brasileiro do estado de São Paulo. A cidade tem uma população de 5,307 habitantes (IBGE/2020).

## História
Fundadores: Américo Guzo (O nome do município é em homenagem a este ítalo-brasileiro), Feliciano Sales Cunha e Arlindo Alves, foi fundada em 1946. Na parte sudoeste do Município. Distrito em 1958.
Município em 7 de março de 1965 e posse do primeiro prefeito Eustáquio Manoel de Carvalho em 28 de março.

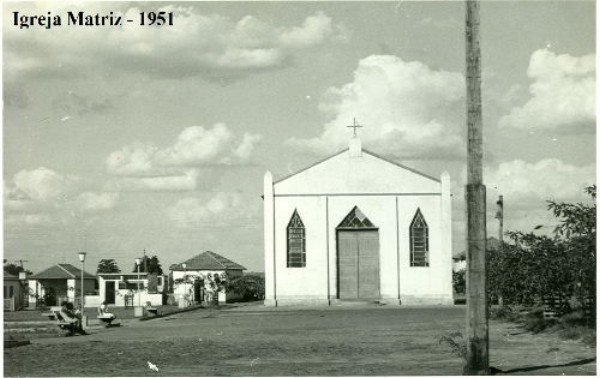
Igreja Matriz Nossa Senhora Aparecia - 1951

## Demografia

### População
| Crescimento populacional                             | Crescimento populacional | Crescimento populacional | Crescimento populacional |
| Ano                                                  | População Total          |                          | %±                       |
| ---------------------------------------------------- | ------------------------ | ------------------------ | ------------------------ |
| 1970                                                 | 7 605                    |                          | —                        |
| 1980                                                 | 4 306                    |                          | −43,4%                   |
| 1991                                                 | 5 052                    |                          | 17,3%                    |
| 2000                                                 | 4 295                    |                          | −15,0%                   |
| 2010                                                 | 4 754                    |                          | 10,7%                    |
| 2022                                                 | 4 246                    |                          | −10,7%                   |
| Est. 2024                                            | 4 276                    | [ 6 ]                    | 0,7%                     |
| Fontes: Censos Demográficos IBGE e Estimativas SEADE |                          |                          |                          |

### Dados demográficos
Dados do Censo - 2020
População total: 5.307
- Urbana: 4.021
- Rural: 733
- Homens: 2.436[10]
- Mulheres: 2.318

Densidade demográfica (hab./km²): 18,86
Dados do Censo - 2020
Mortalidade infantil até 1 ano (por mil): 19,61
Expectativa de vida (anos): 69,34
Taxa de fecundidade (filhos por mulher): 1,94
Taxa de alfabetização: 85,3%
Índice de Desenvolvimento Humano (IDH-M): 0,729
- PIB per capita: R$12.594,84 [2018]
- IDH-M Renda: 0,637
- IDH-M Longevidade: 0,739
- IDH-M Educação: 0,811

(Fonte: IPEADATA - IBGE)

## Geografia
Localiza-se a uma latitude 20º38'59" sul e a uma longitude 50º39'43" oeste, estando a uma altitude de 465 metros. Possui uma área de 252.477 km². 

## Infraestrutura

### Comunicações
O sistema de telefones automáticos foi inaugurado na cidade em 1977 pela Telecomunicações de São Paulo (TELESP), que também implantou o sistema de discagem direta à distância (DDD) em 1989 com o código de área (0176). Anteriormente a cidade era atendida pela Companhia de Telecomunicações do Estado de São Paulo (COTESP).
Na década de 90 o código DDD da cidade foi alterado para (017), para padronização do sistema telefônico com a telefonia celular que estava sendo implantada em todo o estado.

## Administração
- Prefeito:  Márcio Luis Cardoso (1º gestão) (2021|2024)
- Vice-prefeito: Edson Botelho de Carvalho (1° gestão)
  - Presidente da câmara: Messias de Brito Gondim (2017)

## Religião
O Cristianismo se faz presente na cidade da seguinte forma:

### Igreja Católica
- A igreja faz parte da Diocese de Jales.[15]

### Igrejas Evangélicas
- Assembleia de Deus Ministério do Belém.[16][17]
- Congregação Cristã no Brasil.[18]